# Óscar Brayson
Óscar Brayson (ur. 10 lutego 1985) – kubański judoka, brązowy medalista olimpijski, wicemistrz świata.
Największym sukcesem zawodnika jest brązowy medal igrzysk olimpijskich w Pekinie oraz srebrny medal mistrzostwo świata w Rotterdamie (2009). Startował w Pucharze Świata w latach 2003, 2005–2012.